# عرضه کل

منحنی عرضه کل که سه محدوده را نشان می دهد: کینزی ، متوسط و کلاسیک. در محدوده کلاسیک ، اقتصاد با اشتغال کامل تولید می کند.

عرضه کل ( AS ) یا عرضه نهایی داخلی ( DFS ) در اقتصاد عبارت است از کل خدمات و کالاهایی که شرکت ها در یک برنامه اقتصاد ملی برای فروش در یک دوره زمانی مشخص برنامه‌ریزی می‌کنند. این کل کالاها و خدماتی است که بنگاه‎‌ها یا شرکت‌ها در سطح مشخصی از قیمت مایل و قادر به فروش در یک اقتصاد هستند . 

## تحلیل و بررسی
دو علت اصلی وجود دارد که ممکن است با بالارفتن سطح قیمت، مقدار تولید کل عرضه افزایش یابد، به همین دلیل، منحنی AS شیب دار رو به بالا است: 
- منحنی کوتاه مدت AS با توجه به بعضی از متغیرهای اسمی که در کوتاه مدت ثابت است مثل نرخ دستمزد اسمی، ترسیم می‌شود. بدین ترتیب، سطح بالاتر قیمت یا P نشان‌دهنده نرخ پایین‌تر دستمزد واقعی و در نتیجه انگیزه‌ای برای تولید بازده بیشتر است. از جهت دیگر، در طولانی مدت نئوکلاسیک، نرخ دستمزد اسمی با شرایط اقتصادی متفاوت است. ( کاهش دستمزدهای اسمی به دلیل بیکاری زیاد است که منجر به اشتغال کامل می‌گردد) از این جهت، منحنی عرضه کل در طولانی مدت، عمودی است.
- با این تصور یک مدل جایگزین آغاز می‌شود که هر اقتصادی شامل تعداد زیادی از انواع ناهمگن ورودی‌ها، همانند تجهیزات سرمایه ثابت و نیروی‌کار است. هر دو نوع اصلی ورودی می‌توانند بیکار باشند. منحنی AS رو به بالا ایجاد می‌شود زیرا (1) بعضی از قیمت‌های ورودی اسمی در کوتاه مدت ثابت هستند و (2) زیرا خروجی، با افزایش هرچه بیشتر فرایندهای تولید تنگناها روبرو می‌شوند. در سطوح پایین تقاضا، تعداد زیادی فرآیند تولید وجود دارد که تجهیزات سرمایه ثابت خود را به طور کامل استفاده نمی‌کنند. بدین‌ترتیب، می‌توان تولید را بدون نیاز به کاهش بازده افزایش داد و به هیچ وجه برای توجیه افزایش تولید، نباید سطح متوسط قیمت افزایش یابد. منحنی AS مسطح است. از سوی دیگر، هنگامی که تقاضا زیاد است، تعداد کمی از فرایندهای تولید دارای ورودی ثابت بیکار هستند. بدین ترتیب، تنگناها کلی است. هرگونه افزایش تقاضا و تولید باعث افزایش قیمت‌ها می‌شود. در نتیجه، منحنی AS شیب دار یا عمودی است.

عرضه کل به واسطه "سیاست‌های طرف عرضه" دولت که هدف از آن افزایش بهره وری تولید و تولید ملی است هدف قرار می‌گیرد .  بعضی از نمونه های سیاست‌های عرضه شامل آموزش و پرورش، تحقیق و توسعه، حمایت از کارآفرینان کوچک و متوسط، کاهش مالیات مشاغل، ایجاد اصلاحات در بازار کار برای کاهش اصطکاک‌هایی که ممکن است منجر به کاهش تولید و سرمایه‌گذاری در زیرساخت‌ها باشد. 

## دامنه های مختلف
به طور کلی سه روش جایگزین به جهت پاسخگویی در سطح قیمت از عرضه کل وجود دارد آنها عبارت اند از : 
1. عرضه کل کوتاه مدت (SRAS) - در کوتاه مدت، بنگاه یا شرکت‌ها دارای یک عامل تولید ثابت (معمولاً سرمایه) هستند، و بعضی از قیمت‌های ورودی عامل چسبنده هستند. مقدار خروجی یا تولید کل عرضه شده نسبت به سطح قیمت بسیار حساس است، همانطور که در نمودار مسطح منحنی در نمودار بالا مشاهده می‌شود.
2. عرضه کل بلندمدت (LRAS) - در طولانی‌مدت، فقط سرمایه، نیروی‌کار و فناوری بر مدل LRAS در مدل کلان تأثیر می‌گذارند زیرا فرض بر این است که همه چیز در اقتصاد بهینه استفاده می‌شود. در اکثر مواقع، LRAS  ایستا تلقی می‌شود  زیرا در کمترین سرعت این سه را تغییر می‌دهد. LRAS کاملاً عمودی نشان داده شده است، که نشان‌دهنده اعتقاد اقتصاددانان مبنی بر تغییر در تقاضای کل (AD) است که تنها تغییر موقتی در کل تولید اقتصاد دارد.
3. عرضه کل مصرف متوسط (MRAS) - به عنوان موقت بین SRAS و LRAS فرم MRAS شیبی به سمت بالا دارد و نشان می‌دهد که چگونه استفاده از نیروی کار و سرمایه می‌توانند تغییر کنند. به طور خاص، عرضه کل متوسط به سه دلیل نظری، مانند نظریه Sticky-Wage یا دستمزد چسبنده، نظریه Sticky-Price یا قیمت چسبنده نظریه برداشت غلط است. جایگاه منحنی MRAS تحت تأثیر سرمایه، نیروی‌کار، فناوری و نرخ دستمزد است.

در مدل استاندارد تقاضای کل-عرضه کل، خروجی واقعی (Y) در محور افقی و سطح قیمت (P) در محور عمودی ترسیم می‌شود. سطح خروجی و سطح قیمت با تقاطع منحنی عرضه کل با منحنی تقاضای کل با شیب رو به پایین مشخص می‌شود. 

## لینک های خارجی
- المر G. وینز: مدل AD-AS کلاسیک و کینزی - یک مدل تعاملی آنلاین و اقتصادی از اقتصاد کانادا